# Абдільда Тажибаєва
Абді́льда Тажиба́єва (каз. Әбділда Тәжібаев) — село у складі Шиєлійського району Кизилординської області Казахстану. Адміністративний центр та єдиний населений пункт Телікольського сільського округу.
У радянські часи село називалося Теліколь.
Населення — 1558 осіб (2021; 1725 у 2009, 1350 у 1999, 1628 у 1989).

## Люди
В селі народився Каратаєв Мухамеджан Кожаспайович (1910—1995) — казахський літературознавець, письменник.